# پتروویتسه (ناحیه پریبرام)
پتروویتسه (به چکی: Petrovice) یک منطقهٔ مسکونی در جمهوری چک است که در ناحیه پریبرام واقع شده‌است.